# Yarra River
Der Yarra River ist ein Fluss im Süden des australischen Bundesstaates Victoria. An ihm wurde 1835 die Stadt Melbourne gegründet. Seine ursprüngliche Benennung Birrarung wurde ihm von den Wurundjeri, einem Aborigines-Stamm, gegeben.

## Geografie
Der Yarra River entspringt in den Yarra Ranges, fließt nach Westen in die Ebene durch die Großstadt Melbourne und ergießt sich nach 242 km in die Port-Phillip-Bucht.
Die wichtigsten Nebenflüsse sind der Plenty River, der Merri Creek, der Darebin Creek, der Gardiners Creek, der Moonee Ponds Creek und der Maribyrnong River.
Der Upper-Yarra-Stausee versorgt Melbourne und seine östlichen Vororte mit Trinkwasser.

## Brücken
Die wichtigsten historischen Brücken über den Yarra River sind:
- West Gate Bridge (1978)
- Bolte Bridge (1999)
- Sandridge Bridge (1853, 1859, 1888)
- Princes Bridge (1844, 1850, 1888)
- Morell Bridge (1899)
- Johnston Street Bridge (1858)
- Warrandyte Bridge (1861, 1952)

## Siedlungen

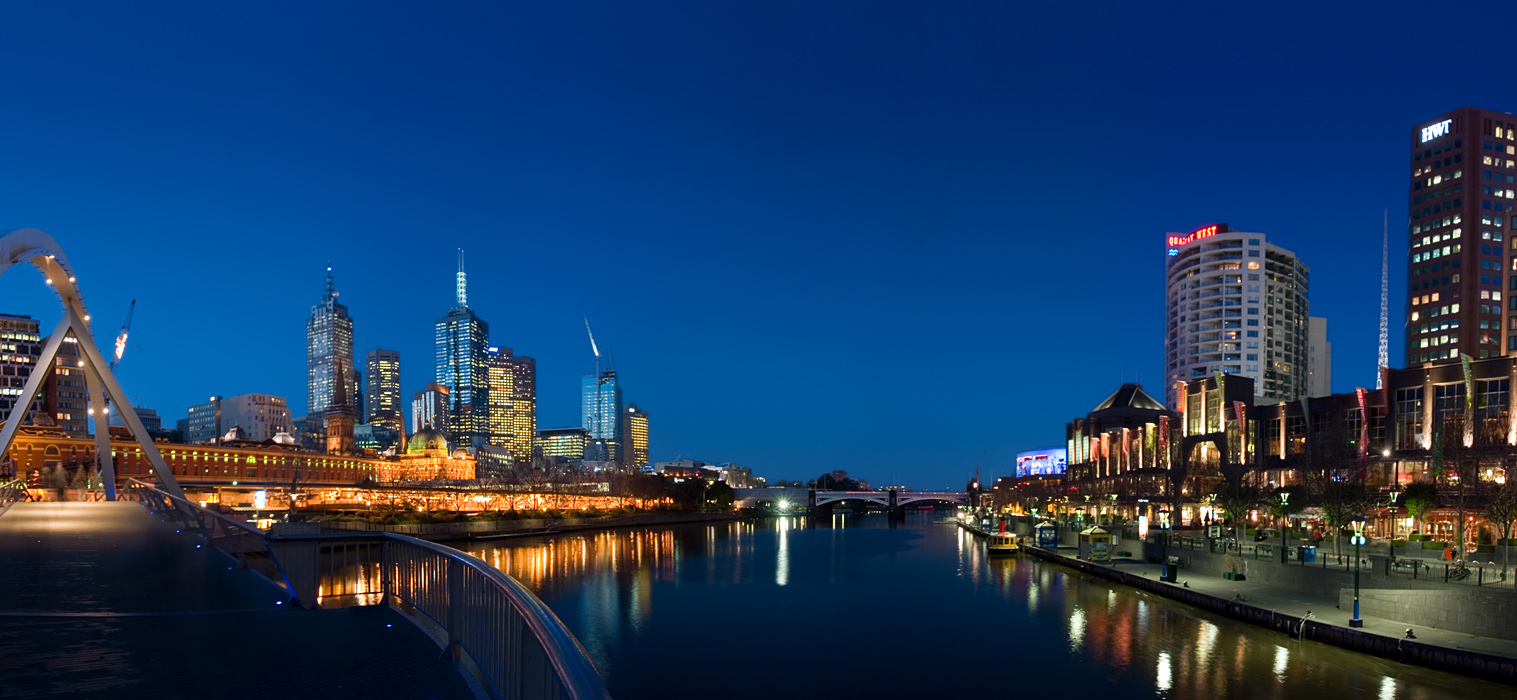
Melbourne ist die größte Stadt am Yarra River. Das Bild zeigt das Zentrum Melbournes bei Nacht. Das zentrale Geschäftsviertel ist links, Southbank rechts zu sehen

- Greater Melbourne – 4 Mio.

Melbourne Zentrum – 20.500
South Yarra – 18.000
Richmond – 22.500
Hawthorn – 20.000
Fairfield – 5.000
Heidelberg – 5.300
Bulleen – 10.500
Templestowe – 16.500
Eltham – 17.600
- Warrandyte – 10.000
- Yarra Glen – 2.600
- Healesville – 6.500
- Woori Yallock – 2.800
- Launching Place – 2.600
- Yarra Junction – 1.700
- Warburton – 2.300
- McMahons Creek – 282

## Wichtige Parks
Die größten Parks am Fluss sind (flussaufwärts geordnet):
- Royal Botanic Gardens
- Birrarung Marr
- Yarra Bend Park (in Fairfield)
- Westerfolds Park
- Warrandyte State Park
- Yarra-Ranges-Nationalpark

## Geschichte
Bereits in vorgeschichtlicher Zeit war der Fluss eine wichtige Nahrungsquelle und ein Versammlungsort für die Aborigines. Kurz nach der Ankunft der europäischen Siedler verdrängte die Landnahme die verbleibenden Wurundjeri in benachbarte Territorien abseits des Flusses. Bei den Ureinwohnern hieß der Fluss „Birrarung“; der englische Name stammt aus der Fehlübersetzung eines anderen Wurundjeri-Ausdrucks, „Yarra-Yarra“.
Die frühen europäischen Siedler nutzten den Fluss hauptsächlich für die Landwirtschaft. Seit 1835 hat sich die Landschaft um den Yarra River dramatisch verändert. Sein Lauf wurde zunehmend unterbrochen und der Fluss an einigen Stellen verbreitert. Die Princes Bridge war der erste wichtige Übergang. Beginnend in der Zeit des victorianischen Goldrausches wurde der Fluss untertunnelt. Beispiele sind der Pound Bend Tunnel in Warrandyte, der Big Peninsula Tunnel und der Little Peninsula Tunnel in Warburton. Stauseen und Staudämme, wie das Upper Yarra Reservoir, verhinderten Flutkatastrophen in Melbourne. Der obere Teil des Einzugsbereiches in den Yarra Ranges wurde auch durch Holzeinschlag verändert. Schließlich führte die Industrialisierung zur Zerstörung des Maschlandes an der Mündung des Maribyrnong River in den Yarra River und um Coode Island im Westen Melbournes.
Heute werden die Flussmündung einschließlich Swanston Dock und Appleton Dock vom Hafen Melbourne, dem umsatzstärksten Australiens, als Containerumschlagplatz genutzt. Der Flussabschnitt in der Innenstadt, der von großen Schiffen nicht befahren werden kann, wird für den Fährverkehr, Kajak-, Kanu- und Ruderbootfahren und zum Schwimmen genutzt. In den letzten Jahren hat die Verschmutzung allerdings die Freizeitnutzung im Unterlauf immer mehr eingeschränkt. Der Oberlauf ist noch relativ wenig verschmutzt.

## Umweltschutz und Verschmutzung

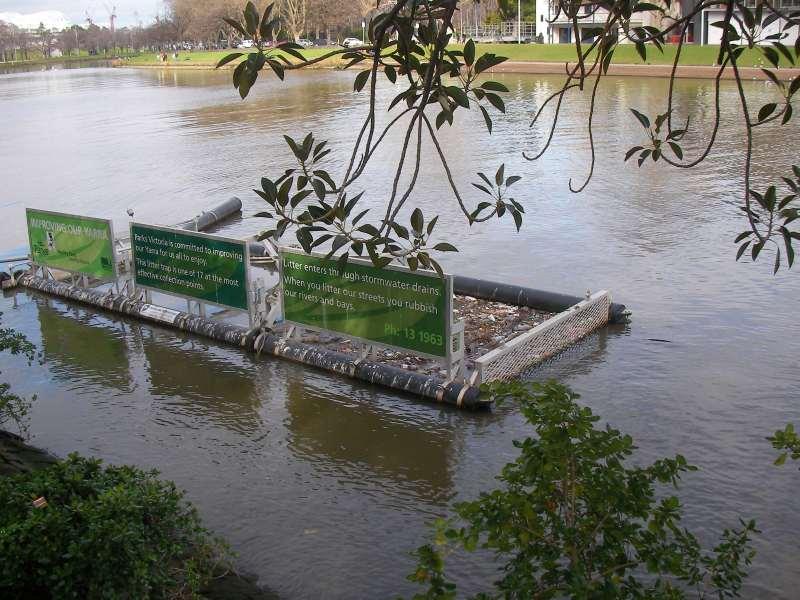
Ein Schmutzfanggitter im Fluss, das von Parks Victoria installiert wurde, fängt Treibgut.

40.000 Jahre lang war der Yarra River eine wichtige Ressource für die Wurundjeri. Sie nutzten den Fluss extensiv, bis sich die europäischen Siedler Anfang bis Mitte des 19. Jahrhunderts an ihm niederließen. Frühe industrielle Ansiedlungen verursachten z. B. durch gefährliche Chemikalien, Öle, Fette und Schwermetalle eine hohe Verschmutzung. Um die Mitte des 20. Jahrhunderts verlagerte man die Industrie nach und nach weg vom Fluss und so verursachen heute der Regenwasserablauf, Abwasser und die Folgen der früheren Verschmutzung die größten Umweltprobleme. Der Goldbergbau sorgte zeitweise für ein Verschwinden der Vegetation an bestimmten Stellen und griff auch in den Lauf des Flusses ein, aber im Vergleich zur Landwirtschaft und Industrie blieb der Einfluss des Goldrausches auf den Fluss eher gering.
Die Schwermetalle, die von Ende des 19. bis zur Mitte des 20. Jahrhunderts in den Fluss eingebracht wurden, lagerten sich im Flussbett ab, insbesondere im Unterlauf durch die Innenstadt von Melbourne und Port Melbourne. Durch das Ausbaggern im Hafenbereich verbleiben die meisten Schwermetalle dort; nur wenige wurden in die Bucht von Port Phillip geschwemmt. Öle und Fette findet man heute hauptsächlich in den Unterläufen der Nebenflüsse wie dem Merri Creek oder dem Moonee Ponds Creek.

### Umweltverschmutzung
Der Gehalt an Fäkalbakterien, besonders E. coli, und Substanzen, wie Fette, Öle und Schwermetalle sind heute noch ein großes Problem im Yarra River und seinen Nebenflüssen.
Der hohe Gehalt an Fäkalkeimen – in einigen Nebenflüssen bis zum 200-Fachen des Grenzwertes – wird hauptsächlich durch schlecht gewartete Klärgruben verursacht.
Bis zu 350.000 Zigarettenstummel werden jeden Tag durch Oberflächenwasser in den Fluss gespült, was nur als kleines Beispiel für den Schmutz dienen soll, der täglich in den Regenwassersammlern landet und von dort in den Fluss und ins Meer gelangt.
Einige Industriebetriebe nutzen den Yarra River auch heute noch als Müllabladeplatz. So wurde z. B. die Papierfabrik Amcor mehrmals für die Verschmutzung des Flusses und seiner Umgebung bestraft. 2007 mussten sie AU-$ 5.000  für das Ablassen von Papierpulpe von ihrem Werk in Alpington bezahlen und 2008 wurde das Unternehmen zu einer Strafe von AU-$ 80.000 verurteilt, weil sie vom selben Werk Öl in den Fluss abgelassen hatten.
Es wurden etliche Programme zur Verminderung der Verschmutzung des Flusses und seiner Ufer aufgelegt, besonders von „Community Groups“, der EPA Victoria und den Gemeindeparlamenten.

### Holzeinschlag
Der Holzeinschlag ist ein Problem am Oberlauf des Yarra River. Im Fluss hat er einen Einfluss auf die Wasserqualität und die Wassermenge.

### Fehlende Überflutungen
Wegen der Anstauung des Flusses und den dadurch verhinderten natürlichen Überflutungen des Flusstales fehlt der Vegetation der Schlamm und die Erde, die diese Fluten mit sich führen würden. Der Bau des Upper Yarra Reservoirs 1957 verminderte die Wasserführung des Flusses um die Hälfte. Dies resultierte schließlich in einem Fehlen gesunden Unterholzes und im fast vollkommenen Verschwinden junger Bäume, was wiederum zu Problemen wie einem eingeschränkten Lebensraum für Tiere und Pflanzen, zu Erosion und zur Versalzung der Böden führte. Ironischerweise betrifft dies auch die Landwirtschaft in der Gegend.

### Farbe des Wassers
Der Yarra River wurde demonstrativ als Fluss bezeichnet, der „das Unterste zu oberst kehrt“, was seiner hohen Turbulenz geschuldet ist. Die schmutzig-braune Farbe wird durch die leicht löslichen Lehmböden in seinem Einzugsbereich verursacht. Als die ersten europäischen Siedler eintrafen, war das Flusswasser klar, aber die intensive Landbearbeitung und die Entwicklung seit Mitte des 19. Jahrhunderts resultierte in einem permanenten Eintrag mikroskopisch kleiner Lehmpartikel. Durch die Turbulenzen im Mittel- und Unterlauf bleiben diese Partikel in der Schwebe. Sobald sich das Flusswasser mit dem Meerwasser in der Port-Phillip-Bucht vermischt, verklumpen die Partikel und sinken zu Boden. Allerdings gelten die Schwebstoffe nicht als Verschmutzung.

## Fischbestand
Im Fluss findet man verschiedene Fischarten. Im Unterlauf sind dies vornehmlich die Meerbrasse Acanthopagrus butcheri (engl. southern black bream) und Quallen und im Oberlauf kleinere Mengen Flussbarsche, die Dorschbarsche Macquaria australasica (Macquarie perch) und Maccullochella peelii (Murray cod), Bachforellen und Süßwasserwelse. Allerdings sind fast alle Fische durch Schwermetalle (auch Arsen) verseucht und daher zum Verzehr nicht geeignet. Delfine wurden schon flussaufwärts bis in South Yarra beobachtet und gelten als Nachweis einer erhöhten Versalzung des Unterlaufes.

## Flusslauf

### Oberlauf
Die Quellen des Flusses sind eine Reihe von Sümpfen an den höheren Gebieten des Yarra-Ranges-Nationalparks, direkt westlich anschließend an das Baw-Baw-Plateau, ein dicht bewaldeter subalpiner Park, der für jedermann – mit Ausnahme der Angestellten von Melbourne Water – gänzlich verschlossen ist. Im Park finden sich große Populationen von Mountain Ash, einer besonders hohen Eukalyptusart, Baumfarne und Stellen mit Resten von Regenwald.
Der Upper-Yarra-Staudamm, einer in einer ganzen Reihe im Einzugsgebiet des Yarra River, die einen großen Teil des Trinkwasserbedarfs von Melbourne decken, ist der am weitesten stromaufwärts gelegene Punkt, an dem die Öffentlichkeit den Fluss erreichen kann (Die Staumauer selbst ist aber gesperrt). Die erste Siedlung, die der noch junge Fluss passiert, ist die Kleinstadt Reefton, aber bis zum Mittelzentrum Warburton verläuft er größtenteils zwischen Hügeln, die mit gemäßigtem Regenwald bewachsen sind. In diesem Bereich folgt die Woods Point Road dem Fluss.

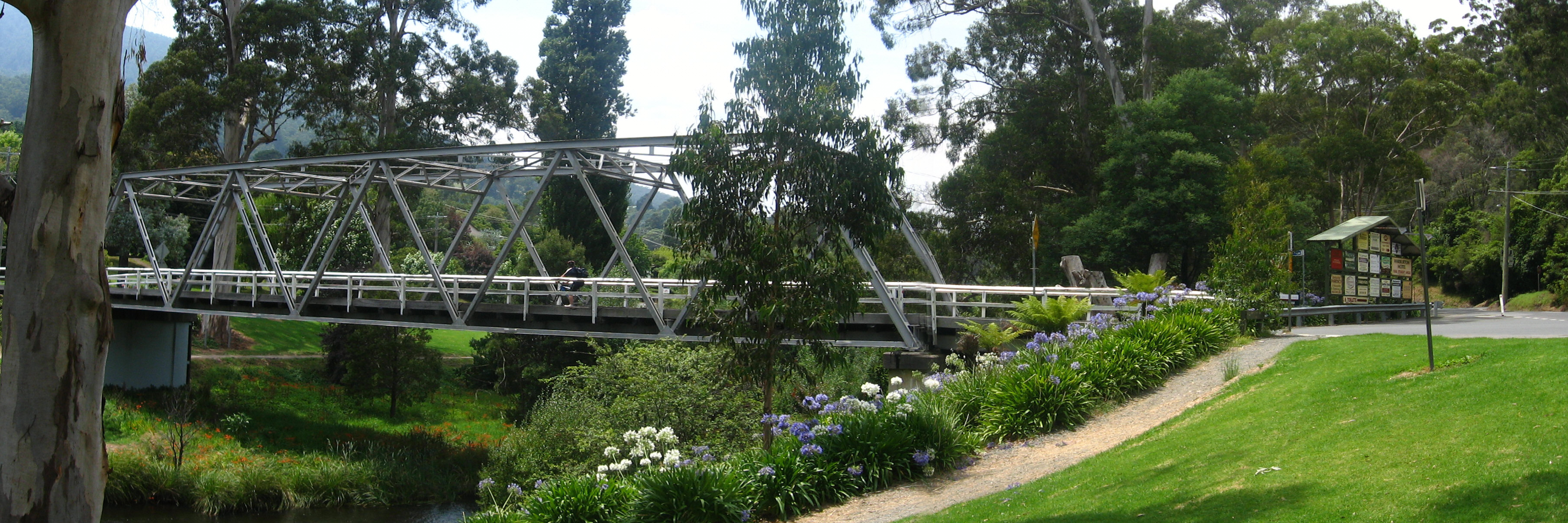
Die Brisbane Bridge über den Yarra River in Warburton

Stromabwärts von Warburton öffnet sich das Yarra-Tal langsam und an den Flussufern zeigen sich Bauernhöfe, hauptsächlich zur Rinder- und Milchwirtschaft. Bei Woori Yallock, wo der Flusslauf nach Norden abbiegt, sind immer größere Flächen mit Weinbergen bedeckt, die die Weinregion Yarra Valley bilden. Bei Healesville wendet der Fluss seinen Lauf wieder nach Westen und das Flussbett ist zunehmend mit Schlick bedeckt, was die Klarheit des Wassers beeinträchtigt. Bei Yarra Glen nimmt der Fluss die bräunliche Farbe an, für die er im Mittel- und Unterlauf bekannt ist.

### Mittellauf

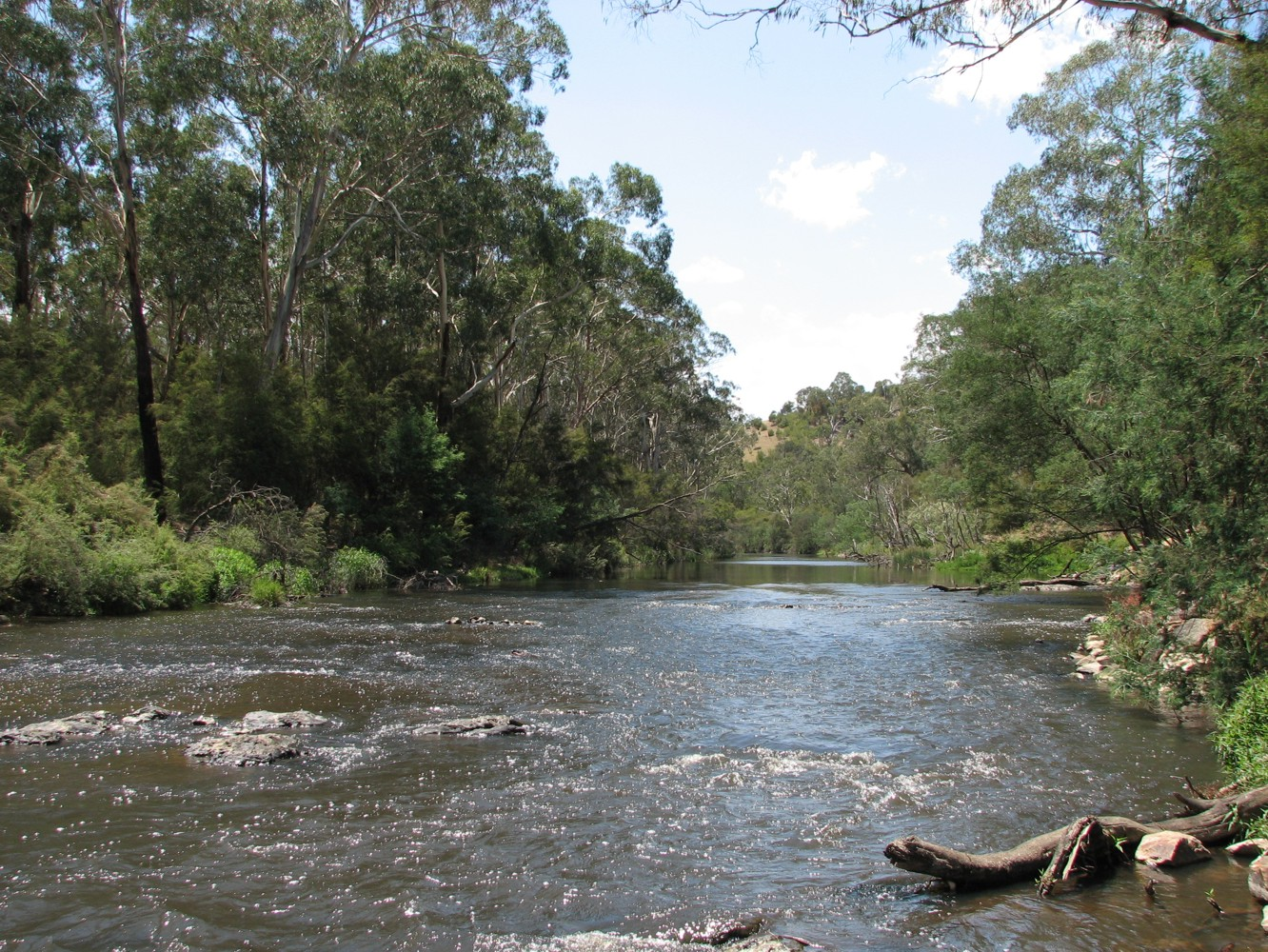
Der Fluss auf seinem Lauf durch Wonga Park

Bei Chirnside Park tritt der Yarra River in die Vororte von Melbourne ein, aber fast der ganze Flusslauf ist dort von Parks gesäumt, die größtenteils noch die ursprüngliche Vegetation bewahrt haben oder mit dieser wiederbepflanzt wurden. Ein kombinierter Fuß- und Radweg namens Main Yarra Trail beginnt in Warrandyte, wird dann zum Yarra River Trail und später, im Unterlauf, zum Capital City Trail. Der Fluss wird bei Templestowe intensiv von Kajakfahrern genutzt und oft kann man im gesamten Stadtbereich Boote auf dem Fluss sehen. Das Wasser dort ist zwar nicht besonders klar, aber in der Qualität ausreichend für Speisefische. Einige kleine Nebenerwerbsfarmen liegen im Hochwasserbett des Flusses, erstaunlich nahe am Stadtzentrum von Melbourne und fast ganz von Vororten umgeben.
In Heidelberg ist die Heidelberg-Schule angesiedelt, die allgemein als Hort der ersten europäischen Maler angesehen wird, die die australische Landschaft in allen Details genau abbildeten. Am Wanderweg finden sich Tafeln, auf denen einige ihrer Bilder an den Stellen zu sehen sind, an denen sie ursprünglich gemalt wurden. Einige Stellen sind heute noch als solche erkennbar.

### Unterlauf

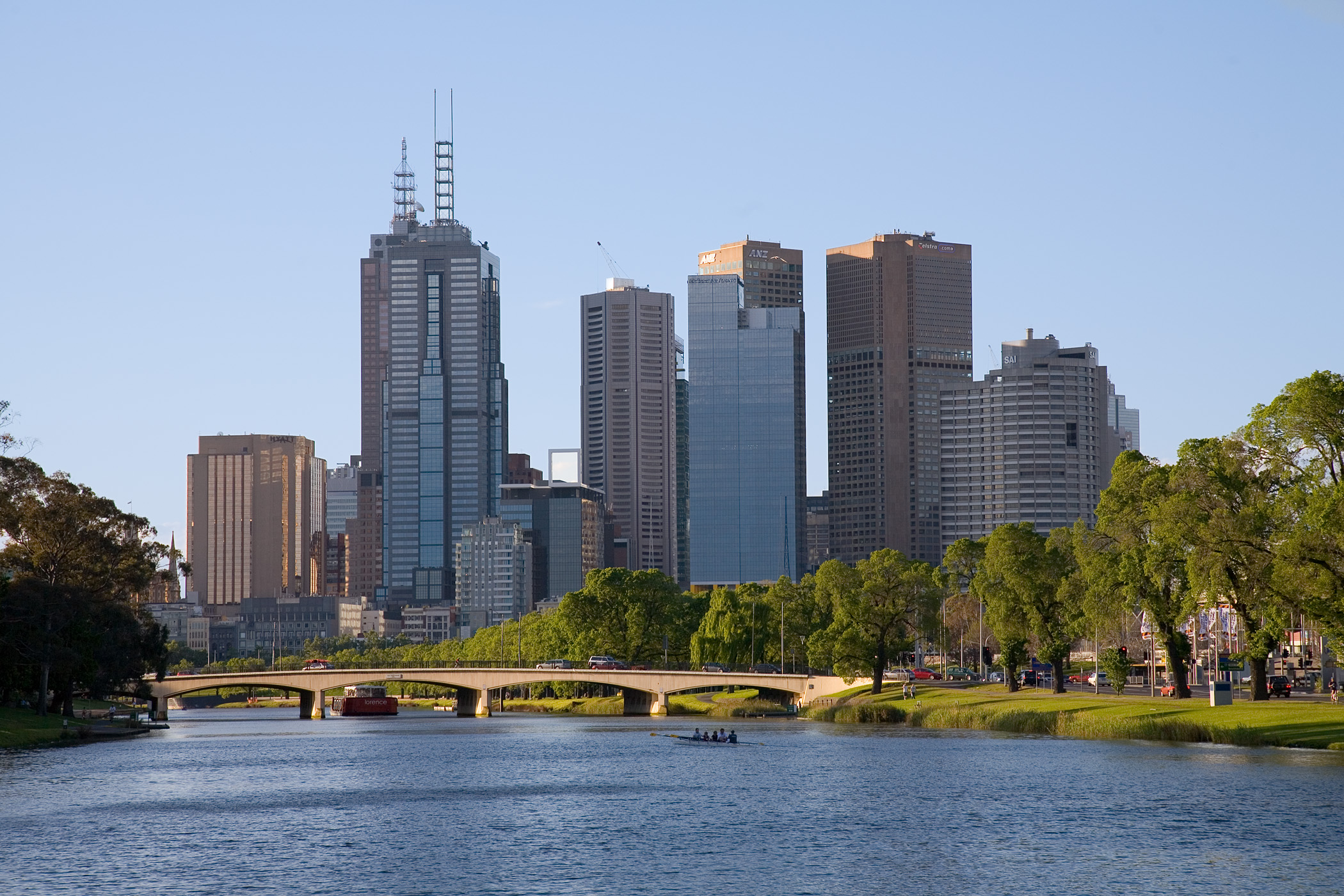
Der Yarra River auf seinem Lauf nach Nordwesten zum Stadtzentrum von Melbourne unterhalb der Swan Street Bridge.

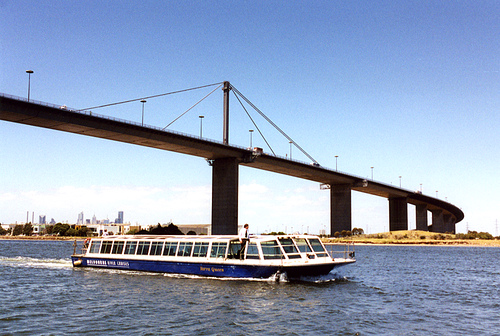
Yarra River am Westgate in der Nähe der Mündung

Unterhalb von Dights Falls am Yarra Bend Park in der Stadtmitte Melbournes ist der Fluss immer mehr von den Gezeiten beeinflusst und fließt südlich der Innenstadt vorbei. An diesem Abschnitt findet jedes Jahr das Moomba-Festival statt, das auch einen Wasserskiwettbewerb beinhaltet, der eine große Menge Zuschauer anlockt. Der unterste Flussabschnitt von Docklands bis zum Melbourne Cricket Ground war Teil der Queen’s Baton Relay der Commonwealth-Spiele 2006. Viele Privatschulen in Melbourne, die in der Nähe des Flusses liegen, trainieren ihre Ruderteams dort.
Am Unterlauf gibt es viele Bootsfahrten, bei denen Boote mit besonders niedrigen Aufbauten verwendet werden, damit sie unter den vielen Brücken des Yarra River hindurch kommen. Herring Island ist eine kleine Insel bei South Yarra, die einen Stakkahn besitzt, der die Besucher in den Park bringt. Der Abschnitt vom alten Customs House (dt.: Zollhaus) ist ein früheres Kehrbecken für Schiffe. Diese Stelle wurde einst Freshwater Place genannt und besaß eine Reihe von Kaskaden, die Salzwasser und Seeschiffe an ihrem Weg weiter stromaufwärts hinderten. Diese Reihe von Felsen, die ursprünglich der Überquerung des Flusses dienten und Yarra Falls genannt wurden, wurden 1883 weggesprengt.
Im letzten Abschnitt durchfließt der Fluss den Hafen von Melbourne, die Bolte Bridge und die West Gate Bridge. Der heutige Verlauf geht auf das Jahr 1886 zurück, als ein vom britischen Ingenieur John Coode entworfener Kanal vom Westen der Flinders Street bis unterhalb der Mündung des Maribyrnong River gebaut wurde. Die dadurch entstehende Insel zwischen neuem und altem Bett wurde Coode Island genannt, ist aber heute keine Insel mehr, da das alte Flussbett im Norden verfüllt wurde. Der Yarra River fließt in die Port-Phillip-Bucht, wobei die Mündung als Teil des Hafens – des umsatzstärksten Seehafens Australiens – stark verändert wurde.

## Der Yarra River in Kunst, Musik und Literatur

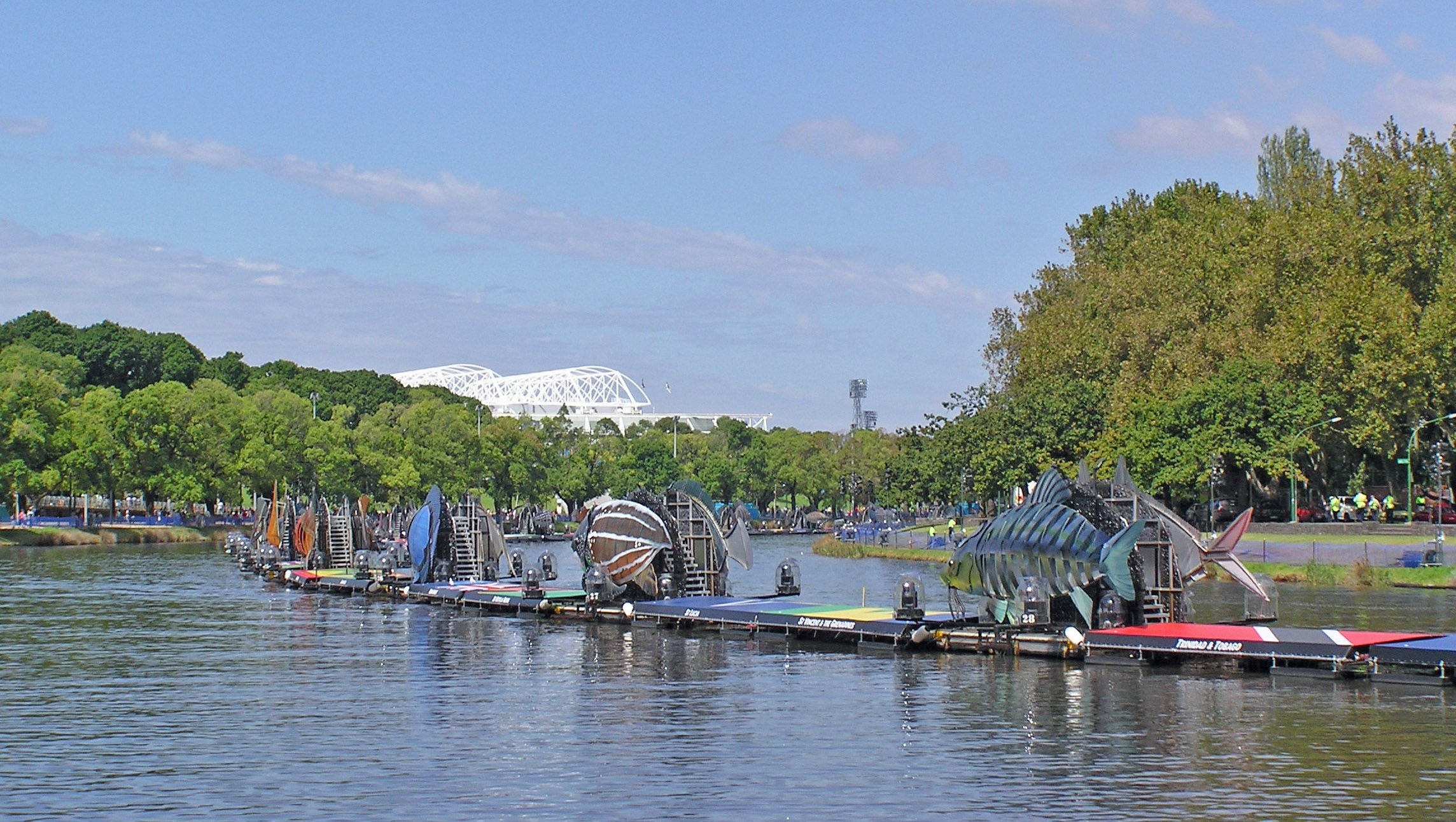
Künstliche Fische auf dem Yarra River während der Commonwealth-Spiele 2006

Der Yarra River gilt als wichtiger Teil der Kultur von Melbourne und als Symbol für die Stadt. So wurde er auch zum Objekt künstlerischen und kulturellen Ausdrucks.
- Der Yarra River ist auf vielen bekannten Gemälden – auch einigen aus der Heidelberg-Schule – zu sehen.
- Beim jährlichen Moomba-Festival wird die wachsende kulturelle Bedeutung des Flusses für Melbourne gefeiert.
- Der Fluss kommt in Liedern der Wurling Furphies (My Brown Yarra) und der Coodabeen Champions (By the Banks of the Yarra) vor.
- Ein Gedicht namens Yara Yara wurde vom griechischen Poeten Nikos Kavvadias 1951 geschrieben.

## Freizeit und Erholung

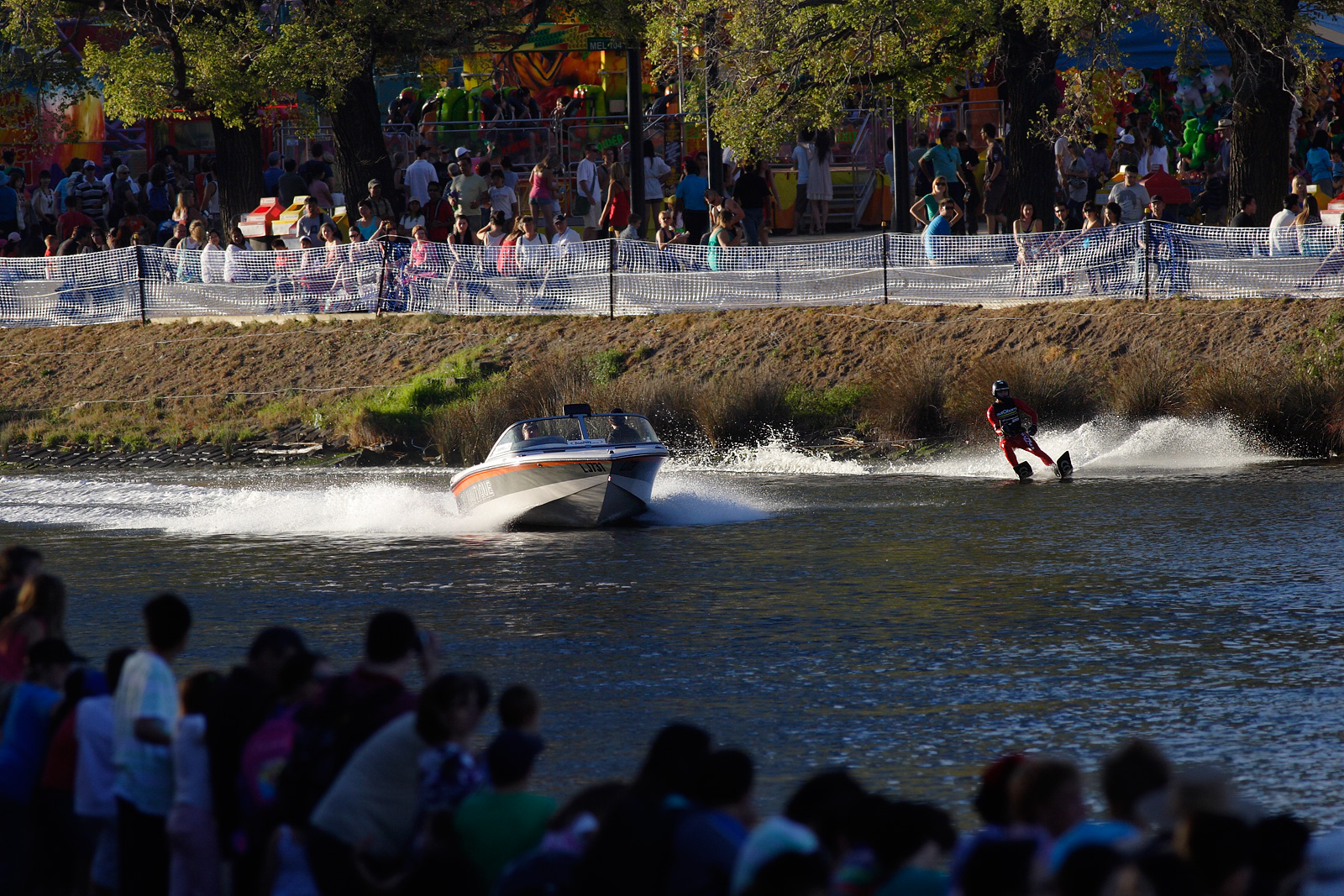
Wasserskifahren beim Moomba-Festival 2008

Auf seiner ganzen Länge werden die Fluten und die Ufer des Yarra River u. a. zum Motorbootfahren, Rudern, Wasserskifahren, Kajakfahren, Kanufahren, Schwimmen, Fischen, Fahrradfahren, Jogging und Wandern genutzt. Am Oberlauf ist das Fischen sehr beliebt. Oberhalb von Launching Place ist der Fluss sehr schmal und die Nutzung für Freizeitbeschäftigungen daher eingeschränkt. Im Mittellauf wird gerne Kanu oder Kajak gefahren; es gibt ein paar Stromschnellen von je nach Wasserstand geringem bis mittlerem Schwierigkeitsgrad.
Im Mittellauf ist im Sommer auch das Schwimmen sehr beliebt, insbesondere um Warrandyte. Es muss aber darauf hingewiesen werden, dass es in dieser Gegend überflutete Bergwerksstollen gibt, die gefährliche Unterströmungen verursachen können, die dazu führen, dass Schwimmer nach unten in diese Stollen gesaugt werden. In den Jahren 2004–2008 starben drei Menschen auf diese Weise alleine in Warrandyte. Das Schwimmen ist weiter flussabwärts sicherer, aber unterhalb Dights Falls auf Grund der erheblichen Wasserverschmutzung nicht mehr empfehlenswert.
Im Unterlauf wird der Fluss hauptsächlich zum Rudern genutzt; am Flussabschnitt durch Melbourne gibt es östlich der Princes Bridge viele Bootshäuser für Ruderboote. Viele Privatschulen besitzen Ruderclubs mit Bootshäusern und -anlegern am Fluss. Zu bestimmten Zeiten im Jahr, besonders während des Moomba-Festivals, ist dieser Flussabschnitt durch Wasserskikurse und -springer belegt. An den Ufern des Yarra River fahren die Leute gerne Rad, joggen oder wandern; die meisten Wege sind asphaltiert und in gutem Zustand. Zwei wichtige kombinierte Rad- und Wanderwege, der Yarra River Trail und der Capital City Trail, folgen dem Flusslauf durch die Stadt. Auch der Bayside Trail steht mit dem Fluss in Verbindung.
Auch das Motorbootfahren ist populär. Im Wohnvorort Toorak besitzen einige größere Anwesen eigene Bootsanleger und in den Docklands gibt es Jachthäfen, wie z. B. Pier 31 in Fisherman’s Bend und Newport und Williamstown an der Mündung. Motorbootfahren wird oberhalb von Hawthorn schwierig und oberhalb von Dights Falls unmöglich. Man findet diese Wasserfahrzeuge hauptsächlich im Stadtzentrum von Melbourne, wo es Bootsfahrten stromauf- und -abwärts ebenso gibt wie Fähren über den Fluss.

### Privater Motorbootverkehr

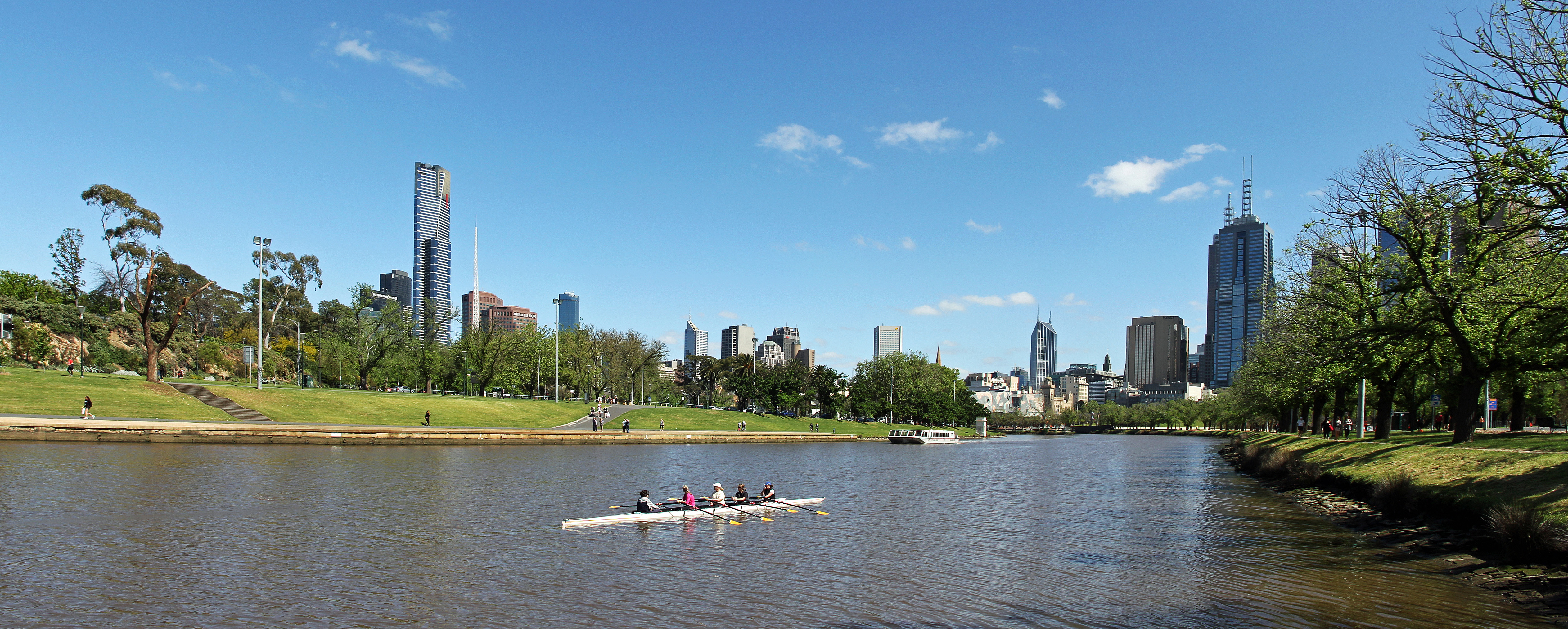
Yarra River und Blick auf die Innenstadt von Melbourne von Alexandra Gardens aus

Der Fluss darf von jedermann befahren werden, vorausgesetzt, er hält sich an die Regeln von Parks Victoria, die den Fluss oberhalb der Bolte Bridge verwalten, und an die der Port of Melbourne Corporation, die ihn unterhalb dieser Stelle verwalten. Die zulässige Höchstgeschwindigkeit für alle Boote auf dem Fluss beträgt 9 km/h (5 Knoten). Teile des Flusslaufs werden gelegentlich für öffentliche Veranstaltungen wie das Moomba-Festival, Silvesterfeiern und Ruderregatten, gesperrt.
Der Fluss kann von den meisten Motorbooten von seiner Mündung in die Hobsons Bay bis nach Dights Falls (eine Strecke von 22 km) befahren werden. Das Ästuar unterliegt den Veränderungen der Gezeiten und es gibt im gesamten Flussabschnitt Hindernisse unter Wasser. Es gibt vier Brücken mit beschränkter Durchfahrtshöhe bei Flut:
- Charles Grimes Bridge – 3,2 m
- Spencer Street Bridge – 2,3 m; bei sehr hoher Flut – ca. 1 × pro Monat – weniger als 2 m
- Kings Bridge – 2,4 m
- Queens Bridge – 2,4 m

## Quelle
- Kristin Otto: Yarra. Text Publishing. Melbourne 2005, ISBN 1-920885-78-1.